# No Time to Die (1958)
No Time to Die is een Britse oorlogsfilm uit 1958 onder regie van Terence Young. 

## Verhaal
Vijf soldaten worden tijdens de oorlog gevangengenomen in de woestijn van Libië en naar een krijgsgevangenkamp in Italië gebracht. De nazi's zijn erg geïnteresseerd in de Amerikaanse sergeant, vooral wanneer hij en zijn medesoldaten meerdere pogingen doen om te ontsnappen.

## Rolverdeling
| Acteur            | Personage                  |
| ----------------- | -------------------------- |
| Victor Mature     | Sergeant David H. Thatcher |
| Leo Genn          | Sergeant Kendall           |
| Bonar Colleano    | Poolse krijgsgevangene     |
| Anthony Newley    | Soldaat Noakes             |
| Alfred Burke      | Kapitein Ritter            |
| Richard Marner    | Duitse kolonel             |
| Martin Boddey     | SS'er                      |
| Percy Herbert     | Engelse soldaat            |
| Kenneth Cope      | Engelse soldaat            |
| David Lodge       | Majoor Fred Patterson      |
| Sean Kelly        | Bartlett                   |
| Kenneth Fortescue | Korporaal Johnson          |
| Maxwell Shaw      | Sjeik                      |
| George Coulouris  | Italiaanse kampcommandant  |
| Luciana Paluzzi   | Carola                     |